# سيلفيا فيلد
سيلفيا فيلد (بالإنجليزية: Sylvia Field)‏ هي ممثلة أمريكية، ولدت في 28 فبراير 1901 في الولايات المتحدة، وتوفيت بنفس المكان في 31 يوليو 1998.

## وصلات خارجية
- سيلفيا فيلد على موقع IMDb (الإنجليزية)
- سيلفيا فيلد على موقع قاعدة بيانات برودواي على الإنترنت (الإنجليزية)
- سيلفيا فيلد على موقع قاعدة بيانات الفيلم (الإنجليزية)